# البيانات المفتوحة في تونس

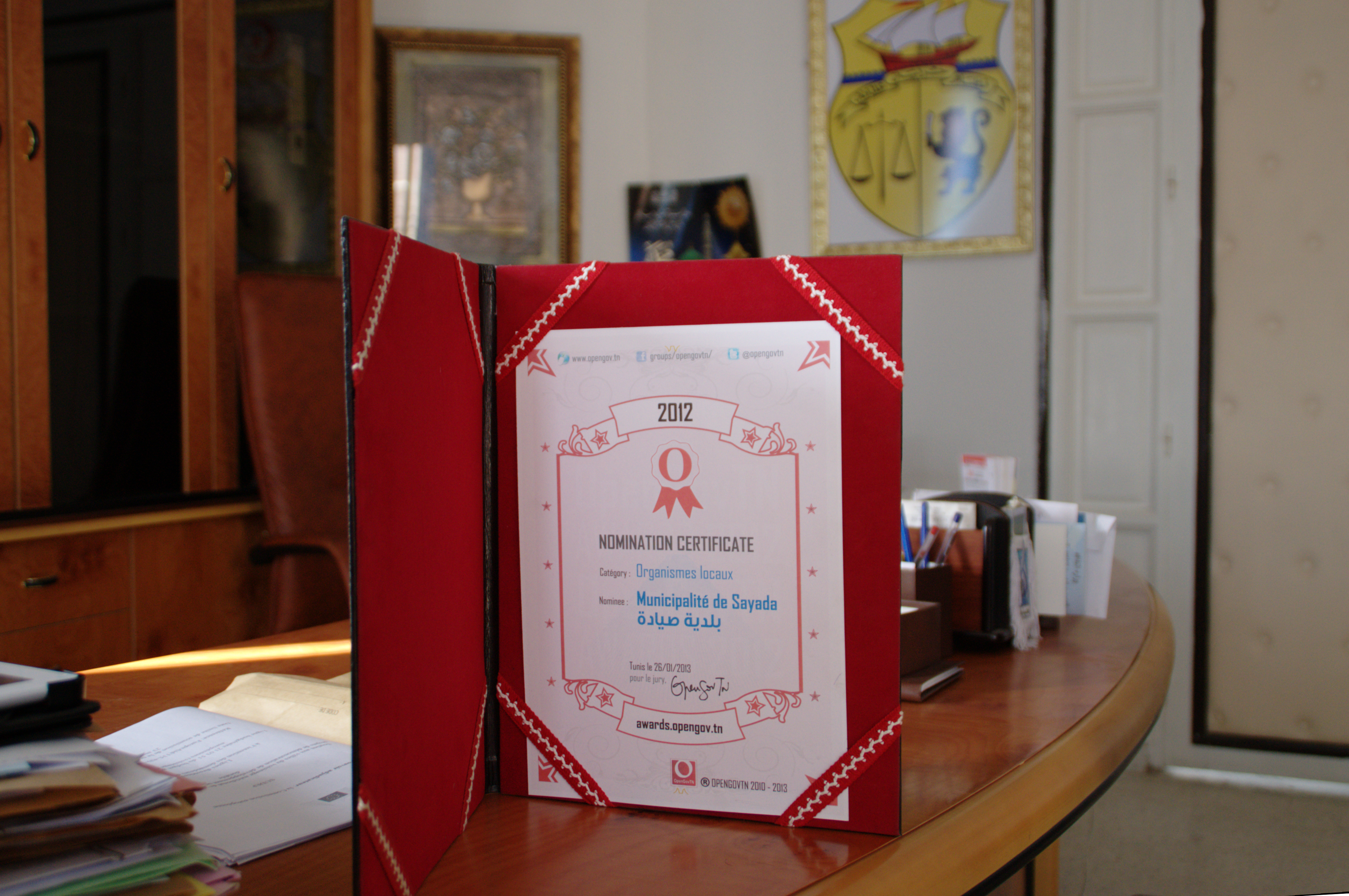

البيانات المفتوحة في تونس تمكن الإدارات المركزية والجهوية في الدولة، والهياكل المحلية والمؤسسات العامة والخاصة من النفاذ إلى عدة بيانات ومعلومات عمومية باعتبارها حق لكل مواطن في إطار الشفافية.

بدأت هذه العمليات والمبادرات لفتح البيانات أمام مختلف مكونات الشعب عقب الثورة التونسية في 2011.

## الإطار القانوني
- مرسوم عدد 41 لسنة 2011 مؤرخ في 26 مايو 2011 يتعلق بالنفاذ إلى الوثائق الإدارية للهياكل العمومية. [1] [2]
- مرسوم عدد 54 لسنة 2011 مؤرخ في 11 يونيو 2011 يتعلق بتنقيح وإتمام المرسوم عدد 41 لسنة 2011 المؤرخ في 26 ماي 2011 المتعلق بالنفاذ إلى الوثائق الإدارية للهياكل العمومية.[1] [3]
- منشور عدد 25 مؤرخ في 5 مايو 2012 يتعلق بالنفاذ إلى الوثائق الإدارية للهياكل العمومية.[1] [4]

## المنظمات التي تروج البيانات المفتوحة
- OpenGovTN: هي مجموعة مستقلة تدعو لتكريس مبادئ الشفافية التامة ومشاركة المواطنين في منظومة الحكم والحوكمة ومراقبتها لضمان حياة ديمقراطية حقيقية، تأسست بعد الثورة التونسية في 4 نوفمبر 2011.[5]
- Touensa: هي هيئة تأسست في 12 يناير 2011 لدعم التحرك الشبابي وتأطيره والدفاع عن حقوق الإنسان وحث السلطات على تكريس مبدأ النفاذ إلى المعلومة.[6]
  - هذه الجمعية أنشأت بوابة مرسوم 41 أين يمكن للمواطنين التونسيين وضع طلباتهم للوزارات والهيئات المعنية للنفاذ لأحد المعلومات.
- البوصلة: هي منظمة غير حكومية وغير ربحية ومستقلة. مهمتها الأساسية مراقبة الأنشطة السياسية في البلاد التشريعية و التنفيذية وتعزيز الشفافية وتنمية ثقافة المساءلة.[7]
  - هذه المنظمة أنشأت موقع المرصد لرصد ومراقبة أعمال المجلس الوطني التأسيسي التونسي ومساءلة النواب وتسهيل عملية التواصل بين الشعب والنواب.
- جمعية الثقافة الرقمية الحرة CLibre: مهمتها نشر الثقافة الرقمية الحرة ودعمها وتنظيم الملتقيات التعريفية والمساهمة في نشر البيانات العامة.[8]

## قائمة الهياكل التي تقدم البيانات المفتوحة
| صاحب بيانات URL والموقع على الأنترنت                                              | الترخيص                                                   | البيانات الكاملة (بدون تعديل) | نقطة دخول سباركل وثلاثية إطار توصيف الموارد | الصيغة       | المواضيع      | العدد على مقياس بيرنرز لي | تاريخ الإفتتاح |
| --------------------------------------------------------------------------------- | --------------------------------------------------------- | ----------------------------- | ------------------------------------------- | ------------ | ------------- | ------------------------- | -------------- |
| بلدية مدينة صيادة sayada.tn                                                       | رخص المشاع الإبداعي                                       |                               |                                             | CSV          |               |                           | أغسطس 2012     |
| رئاسة الحكومة التونسية data.gov.tn                                                | رخصة حرة لا تستخدم تجاريا بالتوافق مع رخص المشاع الإبداعي |                               |                                             |              |               |                           | 17 أغسطس 2012  |
| مراقبون tunisiaelectiondata.com                                                   |                                                           |                               |                                             | CSV          | الانتخابات    |                           | 2012           |
| وزارة الداخلية التونسية opendata.interieur.gov.tn                                 | رخص المشاع الإبداعي                                       |                               |                                             | JSON XML CSV |               |                           | مايو 2013      |
| رئاسة الحكومة التونسية (البوابة الوطنية للاعلام القانوني والتشريع) legislation.tn |                                                           |                               |                                             |              |               |                           | 2014           |
| المعهد الوطني للإحصاء dataportal.ins.tn                                           |                                                           |                               |                                             | XML          | إحصائيات عامة |                           | 2015           |

## مقالات ذات صلة
- الانتقال الديمقراطي في تونس
- الثورة التونسية
- سياسة تونس
- الحوكمة المفتوحة
- حكومة إلكترونية

## روابط خارجية
- الموقع الرسمي للبيانات المفتوحة للحكومة التونسية.
  - بوابة البيانات المفتوحة لقطاع الطاقة والمناجم والطاقات المتجددة.
  - بوابة البيانات المفتوحة لوزارة الداخلية.
  - بوابة البيانات المفتوحة لوزارة الثقافة.
  - بوابة البيانات المفتوحة للمعهد الوطني للإحصاء.